# Ornica

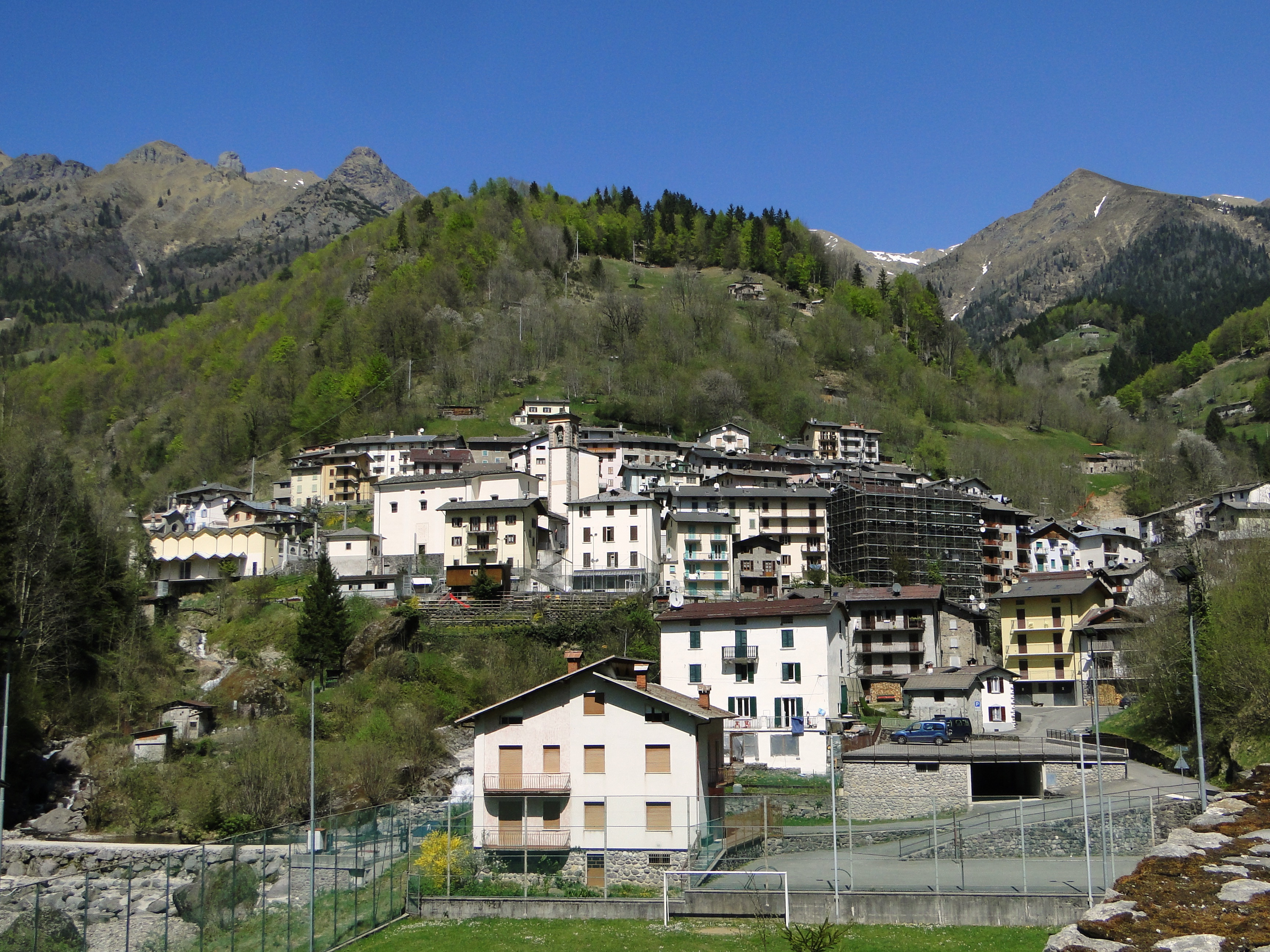
Ornica (2015)

Ornica ist eine Gemeinde in der Provinz Bergamo in der italienischen Region Lombardei mit 133 Einwohnern (Stand 31. Dezember 2023).

## Geographie
Ornica liegt 30 km nördlich der Provinzhauptstadt Bergamo und 70 km nordöstlich der Metropole Mailand.
Die Nachbargemeinden sind Cassiglio, Cusio, Gerola Alta (SO) und Valtorta.

## Sehenswürdigkeiten
Die Kapelle der Madonna del Frassino stammt aus dem 17. Jahrhundert. Sie wurde zum Dank einer angeblichen Madonnen-Erscheinung erbaut. Der Legende nach ist einem Wanderer die Madonna erschienen und zur Hilfe gekommen, als er von Banditen gefangen genommen wurde. Kurz nach seiner Freilassung wurde eine kleine Kapelle errichtet, die nach und nach zu einer Kirche ausgebaut wurde. Der ursprüngliche Name lautete Santuario Beata Vergine del Prato del Forno. Später hieß die Kirche Santuario del Frassino ehe sie ihren heutigen Namen erhielt.